# Zosteria rosevillensis
Zosteria rosevillensis är en tvåvingeart som först beskrevs av Hardy 1935.  Zosteria rosevillensis ingår i släktet Zosteria och familjen rovflugor. Inga underarter finns listade i Catalogue of Life.